# والری بادامیانتس
والری بادامیانتس (ارمنی: Վալերի Բադամյանց؛  زادهٔ ۹ اکتبر ۱۹۴۰ - درگذشته ۷ مهٔ ۲۰۲۳) یک فرد نظامی، و  سیاستمدار اهل ارمنستان بود که از تاریخ ۱۹۸۸ تا تاریخ ۱۹۹۱ سمت فهرست رئیسان سرویس امنیت ملی ارمنستان را برعهده داشت.

## زندگی‌نامه
در ۹ اکتبر ۱۹۴۰ در مسکو به دنیا آمد .  وی در ۷ مهٔ ۲۰۲۳ در سن ۸۲ سالگی درگذشت.

## یادداشت
1. ↑  ԽՍՀՄ ժողովրդական պատգամավոր